# 岡本純子
岡本 純子（おかもと じゅんこ、1967年 - ）は日本のスピーチコーチ、コミュニケーション・ストラテジスト。神奈川県生まれ。早稲田大学政治経済学部卒業。英ケンブリッジ大学国際関係学修士。株式会社グローコム代表取締役社長。

## 略歴
読売新聞経済部記者、電通PRコンサルタントを経て、グローコム代表取締役社長に就任。人材育成・研修、企業PRのコンサルティングなどを手がける。2018年に「世界一孤独な日本のオジサン」を出版、話題となる。おじさん、繋がり、コミュニティー、孤独にならない生き方を探求する。さらに大企業や外資系のリーダー、官僚・政治家など、1000人を超えるビジネスパーソンのコーチとして、プレゼン・スピーチ等のプライベートコーチングに携わる。2022年、次世代リーダーのコミュ力養成を目的とした「世界最高の話し方の学校」を開校。

## 受賞歴
2021年 - 『2021 Forbes JAPAN 100』選出。

## 著書
- 『世界一孤独な日本のオジサン』岡本純子著 角川新書 2018年2月10日発行
- 『世界最高の話し方: 1000人以上の社長・企業幹部の話し方を変えた!「伝説の家庭教師」が教える門外不出の50のルール』岡本純子著 駒橋憲一東洋経済新報社 発行  2020年11月12日発行
- 『世界最高の雑談力 ｢人生最強の武器｣を手に入れる！ ｢伝説の家庭教師｣がこっそり教える一生､会話に困らない超簡単50のルール』岡本純子著 駒橋憲一東洋経済新報社発行 2022年7月7日発行

## メディア

### 新聞
- 学生新聞